# Ptilodexia sabroskyi
Ptilodexia sabroskyi là một loài ruồi trong họ Tachinidae.